# 헨더슨 포사이스
헨더슨 포사이스(Henderson Forsythe, 1917년 9월 11일 ~ 2006년 4월 17일)는 미국의 배우이다.
윌리엄스버그에서 사망하였다.

## 출연 작품
- 스피시즈 2 (1998년)
- 다니엘  스틸 - 조야 (1995년)
- 팀스터 보스 (1992년)
- 복수의 25시 (1991년)
- FBI 기동 타격대 3 (1991년)
- 알렉스 두 번 죽다 (1989)
- End of the Line (1988)
- 실크우드 (1983)
- Night-Flowers (1979)
- 인테리어 (1978)
- 그리스의 대부 (1978, The Greek Tycoon)
- Deathdream (1974)

### 텔레비전
- Studio One (1956-57)
- 애즈 더 월드 턴즈 (1960-90)
- 로앤오더: 범죄 전담반 (1991, 1999)